# 布达尔碱茅
布达尔碱茅（学名：Puccinellia ladyginii），为禾本科碱茅属下的一个植物种。